# Tracy Thư Lương
Tracy Thư Lương (tên thật Lương Quỳnh Thư, sinh năm 1987) là một nữ doanh nhân người Việt Nam. Cô là chủ tịch câu lạc bộ bóng rổ Thang Long Warriors, thi đấu tại Giải bóng rổ chuyên nghiệp Việt Nam.
Tracy Thư Lương là người phụ nữ Việt Nam đầu tiên sở hữu một câu lạc bộ thể thao.

## Tiểu sử
Tracy Thư Lương tên thật là Lương Quỳnh Thư, sinh ra và lớn lên ở Thành phố Hồ Chí Minh. Cô học phổ thông tại trường Trung học phổ thông Nguyễn Thượng Hiền, một ngôi trường có phong trào bóng rổ rất sôi nổi. Cô tốt nghiệp trường Đại học Mở Thành phố Hồ Chí Minh với bằng cử nhân ngành kế toán và kiểm toán.
Năm 2010, cô kết hôn với Trần Tấn Trung, người nắm giữ hai thương hiệu nổi tiếng tại Việt Nam là Audi Vietnam, Du thuyền Tam Sơn và một số công ty khác.

## Sự nghiệp
Năm 2009, cô tham gia điều hành vị trí Marketing Manager tại Audi Vietnam. Công ty này là một trong những nhà tài trợ cho Giải bóng rổ chuyên nghiệp Việt Nam (VBA) kể từ năm 2016 cho đến nay.
Năm 2017, cô thành lập đội bóng rổ Thang Long Warriors. Vì Thành phố Hồ Chí Minh đã có hai đội bóng, nên cô chọn Hà Nội làm sân nhà cho đội bóng thứ sáu của VBA. Thang Long Warriors trở thành quán quân trong năm đầu tiên tham dự VBA.
Năm 2018, cô thành lập Trung tâm đào tạo bóng rổ Thang Long Warriors Academy tại Hà Nội.
Năm 2019, Thang Long Warriors Academy trở thành đối tác của Core Focus Training (CFT) tại Thành phố Hồ Chí Minh.